# Daniel Levitin
Daniel Levitin, né le 27 décembre 1957 à San Francisco est un psychologue, neuroscientifique, écrivain, musicien et producteur de disques américain et canadien. Il est l'auteur de plusieurs best-sellers, dont This Is Your Brain on Music: The Science of a Human Obsession, qui s'est vendu à plus d'un million d'exemplaires.

## Biographie
Daniel Levitin étudie au Berklee College of Music entre 1979 et 1980, et a obtenu un doctorat, psychologie à l'Université de l'Oregon (1992-1996)
Il est professeur émérite de psychologie, de neurosciences comportementales et de musique à l'Université McGill de Montréal au Québec. Il dirige le laboratoire de perception musicale de cette université. Il a été membre du comité directeur des Grammy Awards, consultant du Rock and Roll Hall of Fame, et a été élu à l'Association américaine pour l'avancement des sciences ainsi qu'à plusieurs sociétés de psychologie.
Ses cinq livres ont été des best-sellers au niveau international, et diffusés à plus de trois millions d'exemplaires au total,.
Il a été aussi consultant dans le domaine musical, producteur et sound designer pour des albums de Blue Öyster Cult, Chris Isaak, et Joe Satriani notamment, et consultant pour des albums de Steely Dan, Stevie Wonder et Michael Brook,.

## Ouvrages publiés
- 2006 : This Is Your Brain on Music (en), traduit en français sous le titre De la note au cerveau - L’influence de la musique sur le comportement[7].
- 2008 : The World in Six Songs (en)
- 2014 : The Organized Mind (en)
- 2016 : A Field Guide to Lies (en)
- 2020 : Successful Aging

## Filmographie
- 1984 : La Mort en prime (Repo Man) (musicien)
- 1997 : Close to You: Remembering The Carpenters (en) (consultant)
- 1998 : The Carpenters: Harmony and Heartbreak (consultant)
- 2009 : The Music Instinct (consultant)
- 2009 : The Musical Brain (consultant)
- 2012 : Artifact
- 2012 : What Makes a Masterpiece